# 막시밀리아노 1세
막시밀리아노 1세(Maximiliano I, 1832년 7월 6일~1867년 6월 19일 )는 오스트리아 황제 프란츠 요제프 1세의 남동생으로 오스트리아의 대공이자 1864년부터 3년간 멕시코 제국의 황제였다. 롬바르디아-베네치아 총독이자 오스트리아 해군 총사령관으로 뛰어난 경력을 가지고 있다. 프랑스 나폴레옹 3세가 1861년에 멕시코 시티를 점령한 후 막시밀리아노를 황제로 추대했다. 남북전쟁을 끝마친 미국이 먼로주의에 입각하여 항의하며 멕시코를 지원하자 힘을 얻은 멕시코 군의 저항이 거세여졌고 프로이센마저 압박하자 프랑스 군은 1866년에 멕시코에서 퇴각하였다. 막시밀리아노는 1867년에 멕시코 군에 생포되어 처형되었다.

## 생애

### 황제 즉위
멕시코는 19세기 후반 혁명(1854~55)과 내전(1858~61)으로 경제가 악화되었다. 집권한 멕시코 자유당의 후아레스 대통령은 1861년 외채상환을 중지하였다. 프랑스는 스페인, 영국과 함께 1861년 겨울에 베라크루스항(港)을 봉쇄한후 멕시코 정부를 압박하며 채무 상환 협상을 진행했다. 스페인과 영국은 멕시코와 합의 후 다음 해에 철수했다. 그러나 아메리카대륙에 카톨릭제국을 수립하려는 야심을 품고 있던 나폴레옹 3세는 프랑스군을 내륙으로 진군시켜 멕시코시티를 점령한후 제2멕시코 제국을 수립하였다.
1863년 프랑스의 멕시코 제국 초청으로 벨기에 국왕 레오폴 1세의 딸 샤를로트와 함께 멕시코로 건너가 1864년 6월 10일 오스트리아 제위 계승권을 포기하고 멕시코 제국의 황제가 되었다. 문제는 이 당시 멕시코에는 이미 베니토 후아레스라는 대통령이 재직중이었기 때문에 결과적으로 막시밀리아노 1세가 멕시코 제국의 황제가 됨으로써 멕시코는 황제와 대통령이 공존하는 나라라는 어이없는 호칭을 얻게 되었다.

### 멕시코 통치
막시밀리아노 황제는 인디언 농민들의 보호자로 자처하면서 가부장적인 온정주의로 자애롭게 통치하려고 했다. 그는 베니토 후아레스의 혁신적 개혁들을 지지해 대토지 소유자들의 분노를 샀다. 또한 강제노역제도를 철폐하기로 마음먹었으며 베니토 후아레스가 몰수했던 엄청난 교회 영지를 돌려주는 것을 거부함으로써 로마 가톨릭의 성직자 집단과 대립했다. 그러나 국고가 완전히 바닥나 있었으므로 일상적인 비용을 자신이 물려받은 수입으로 메워야 했다.
막시밀리아노는 멕시코의 전 지역을 점령하지 못한 상태가 지속되었고 후아레스 멕시코 대통령이 이끄는 멕시코 군은 게릴라전을 펼치면 계속 저항하였다. 1865년 남북전쟁을 끝마친 미국이 먼로주의에 입각한 '북남미 대륙과 유럽간 상호불간섭' 원칙을 재차 확인하며 프랑스에 항의하였고 멕시코에 무기를 지원하기 시작했다. 이에 아내 샤를로트가 유럽으로 건너가 나폴레옹 3세와 교황 비오 9세에게 남편에 대한 지원을 요청했지만 거절당했다. 미국의 도움으로 큰 힘을 얻은 멕시코 군의 저항은 나날이 더욱 강해져 갔고 1866년 오스트리아와의 전쟁에서 승리한 프로이센의 압박마저 심해지자 프랑스군은 1866년에 멕시코에서 퇴각하였다.

### 사망

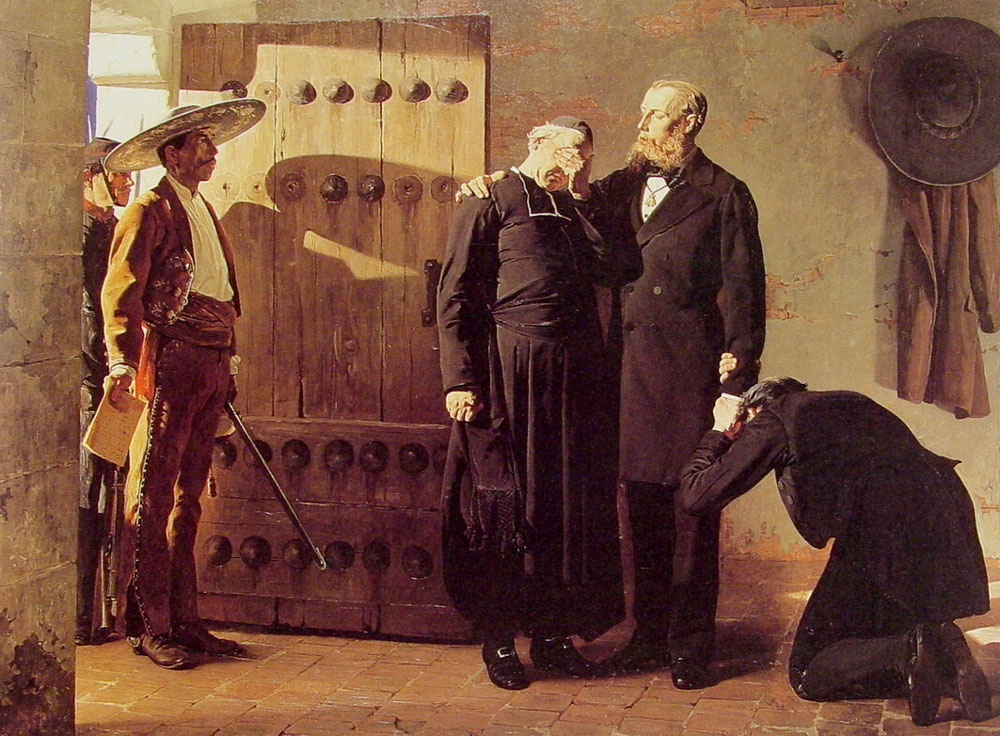
베니토 후아레스의 혁명군에게 붙잡히는 막시밀리아노 1세.

막시밀리아노는 퇴위를 거부하고 총사령관이 되었으나 멕시코 대통령 베니토 후아레스의 멕시코 군이 들고 일어나 케레타로를 포위했고 결국 막시밀리아노는 1867년 5월 15일 항복했다.
그리고 빅토르 위고와 주세페 가리발디, 그리고 레오폴 2세, 막시밀리아노 1세의 친형인 프란츠 요제프 1세 등 유럽의 많은 군주들이 막시밀리아노를 살려달라고 베니토 후아레스에게 요청했으나 케레타로 교외의 한 언덕에서 부하 대령 2명과 함께 총살당했다.
막시밀리아노 1세와 같이 총살당한 그의 부하 2명은 미겔 미라몬과 토마츠 메히아 카마초이다. 미겔 미라몬 대령은 반(反) 베니토 후아레스파에서 멕시코의 대통령 후보로 출마시켰으나 선거에서 낙선한 사람이며 토마츠 메히아 카마초 대령은 멕시코 원주민 출신이다.
이후 프랑스의 화가 에두아르 마네는 막시밀리아노 1세의 총살에 대한 프랑스 정부의 태도를 비꼬기 위해 '막시밀리아노 1세의 최후'라는 초상화를 그렸는데 사형을 집행하는 군인을 묘하게 프랑스군과 비슷한 제복으로 그렸으며 맨 뒤에 서서 총알을 장전하는 군인은 아예 나폴레옹 3세의 얼굴로 그려 놓았다.

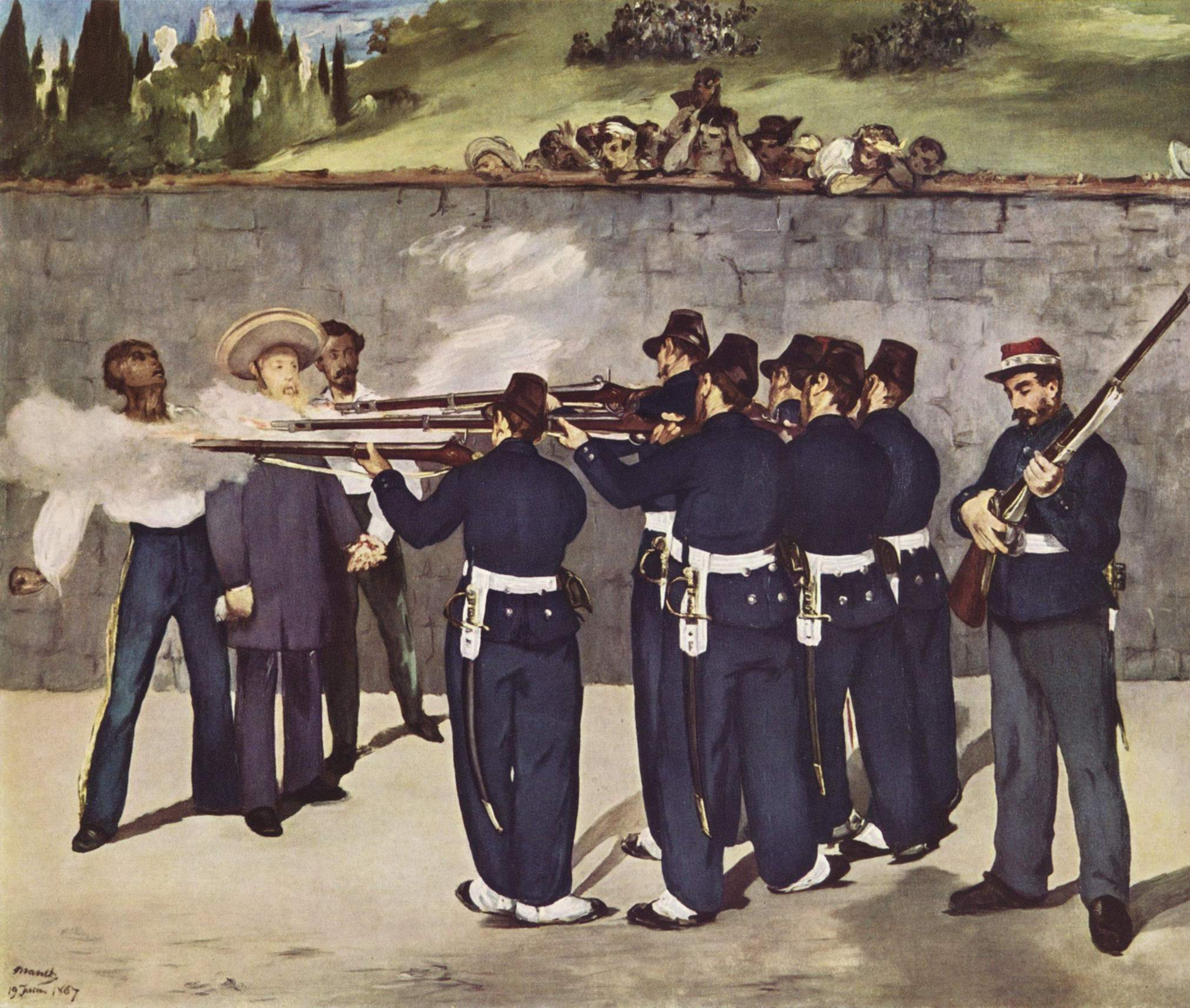
에드아르 마네는 막시밀리아노 1세의 총살을 그리면서 프랑스 정부를 비꼬았다.

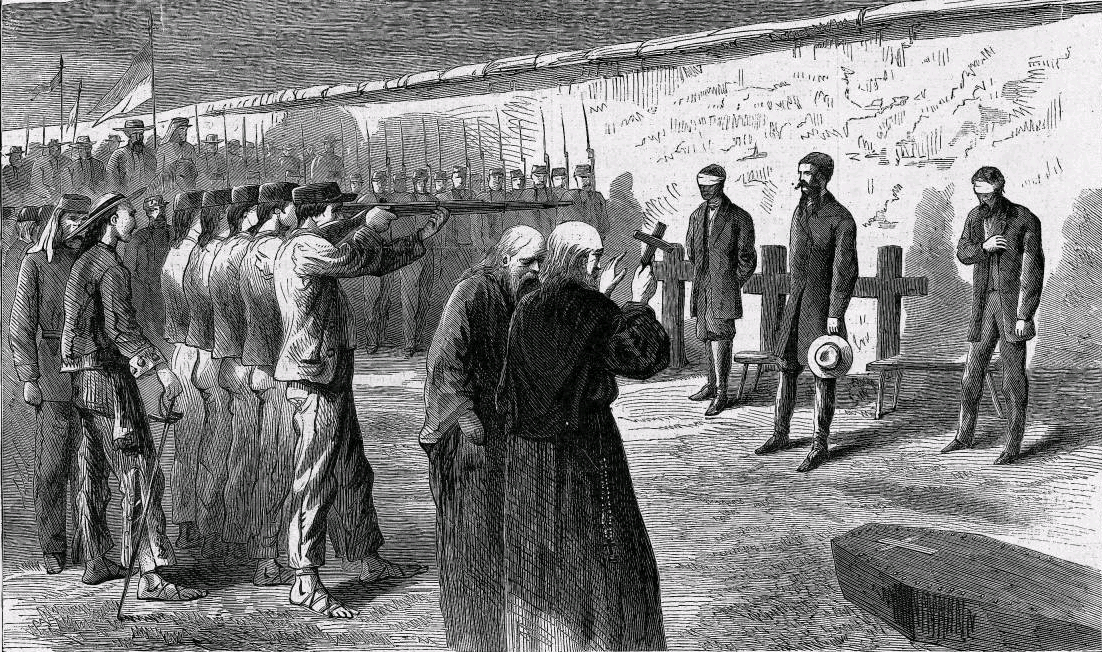
총살당하기 직전의 막시밀리아노 1세

## 같이 보기
- 멕시코의 국가원수 목록